# Попов, Василий Михайлович
Василий Михайлович Попов (1771, неизвестно — 5 мая 1842, Казань) — сподвижник князя А. Н. Голицына, разделявший его увлечение мистицизмом. В 1817-24 гг. директор Департамента народного просвещения Министерства духовных дел и народного просвещения, которое возглавлял Голицын.

## Биография
Происходил из дворян. 20 апреля 1779 г. был определён на службу в Уложенную комиссию, 8 мая 1794 г. переведён в провиантский штат. 10 октября 1795 г. произведён в поручики. С 20 июня 1796 г. служил в лейб-гусарском эскадроне. Уволен 14 ноября 1796 г. (при преобразовании лейб-гусарского эскадрона в сводный Лейб-Гусарский казачий полк).
С 11 февраля 1797 г. состоял в Герольдии: переводчиком, асессором (с 23 ноября 1799). С 18 декабря 1802 г. — столоначальник в департаменте Министерства юстиции. 26 октября 1807 г. был отправлен в Белостокскую область при сенаторе Тейльсе, имевшем Высочайшее повеление об образовании оной; с 24 июля 1808 г. — вице-правитель области, статский советник.
С 6 сентября 1809 г. — советник Главного почтового правления при товарище Министра внутренних дел; со 2 июня 1811 г. — директор канцелярии Министра внутренних дел; 31 августа 1811 г. пожалован в действительные статские советники.
Религиозно-мистические настроения в русском обществе, проявившиеся в рамках общественного движения эпохи Александра I, вылились в учреждение С.-Петербургского Библейского Общества. На первом собрании Общества 11 января 1813 г. президентом его был избран A. H. Голицын, а секретарями — В. M. Попов и А. И. Тургенев. В 1816 г. В. M. Попов вошёл в состав высшего переводного комитета, созданного для редакции переводов священного писания на русский язык.
В 1817—1833 гг. — президент Комитета опекунства израильских христиан, созданного с целью обращать евреев в христианство и образовывать из них особые колонии, обеспечивая их при этом значительными земельными наделами (опекун комитета — князь Голицын). Состоял членом Санкт-Петербургского минералогического общества.
С 17 февраля 1817 по 1825 год — директор Департамента народного просвещения. В ноябре 1817 до 28 февраля 1818 г. по Высочайшему повелению находился в Москве вместе с M. C. Пилецким-Урбановичем с особым поручением — разубедить скопца Селиванова в его заблуждениях.
В 1819 году переводил на русский язык проповеди Минделя; в католической церкви на Невском проспекте слушал, вместе с Магницким, Руничем и другими, проповеди Госнера — оба проповедника принадлежали к ново-католикам.
В 1823 году находился на лечении за границей, вернулся 13 сентября 1823 г. В 1824 г. принял участие в исправлении перевода книги проповедника Госнера (исправил 19 полулистов), выполненного бывшим профессором Казанского Университета Яковкиным и чиновником Трескинским. Усилиями недругов князя Голицына — митрополита Серафима, Аракчеева и Фотия — книгу постановили предать сожжению, а переводчиков, исправителей, издателей, цензора и типографщиков предать суду. Госнер был выслан за границу. В один день с увольнением князя Голицына от управления Министерством духовных дел и народного просвещения, 15 мая 1824 года, В. М. Попов был уволен, «согласно с желанием его», от должности директора Департамента народного просвещения и назначен директором канцелярии Главноуправляющего над почтовым департаментом (т. е. того же князя Голицына), «с производством ему Попову прежних его окладов».    
Новый министр народного просвещения А. С. Шишков неоднократно обращался с представлениями к Александру I о предании В. Попова суду. Несмотря на своё благосклонное к В. Попову отношение, Александр I в конце концов повелел расследовать в суде дело В. Попова наряду с другими лицами, привлечёнными по делу Госнера. Суд Правительствующего Сената вследствие разногласий передал на рассмотрение Государственного Совета, где мнения разошлись; Александр I утвердил мнение за оправдание В. Попова. В частности, в защиту В. Попова выступал И. А. Муравьёв-Апостол.
В. М. Попов ревностно относился к делу религии. С 1821 года он вместе с князем Голицыным посещал тайные собрания у Е. Ф. Татариновой, перешедшей в хлыстовщину; наряду с Татариновой и братьями Буксгевденами В. Попов отличался «духом прорицания»; стал одним из самых фанатичных последователей Татариновой, принуждал и своих дочерей ходить на радения Татариновой. Его средняя дочь испытывала отвращение к радениям и из-за этого часто подвергалась истязаниям отца. Слухи об этих истязаниях дошли до сведения полиции, и проведённый в 1837 г. обыск повлёк за собой уничтожение духовного союза Татариновой и высылку её из Петербурга в Сретенский женский монастырь в Кашине. Сообщники её были высланы по разным монастырям, В. М. Попов — в Зилантов монастырь Казанской губернии.
Находясь в монастыре, В. М. Попов через гр. Протасова ходатайствовал о разрешении жить не в монастыре, а в городе с дочерьми — ходатайство удовлетворено не было. После его смерти дочерям было назначено каждой по 1000 руб. в год до замужества; младшая помещена на воспитание в Общество благородных девиц пансионеркой Его Величества, средняя и старшая переданы на особое попечение главной надзирательнице столичных воспитательных домов.

## Отзывы
Современники изображали В. Попова человеком фанатичным, недалеким и малообразованным. Воейков в своей сатире «Дом сумасшедших» заставляет самого В. Попова сказать про себя:
Хоть без книжного ученья

И псалтырь одну читал,

A директор просвещенья

И с звездою генерал.
Другой современник так характеризовал В. Попова: «Это была маленькая бесплечая (Schulternlose) фигурка с бессмысленным пиитическим выражением лица. Когда ему в докладе Комитету нужно было упомянуть, сколько роздано в государстве библий и евангелий в корешке или переплете, он не довольствовался деловым сообщением, но, устремив глаза в потолок, прибавлял: „Дивны дела твои, Господи!“».

### Избранные сочинения
- Попов В. И. Путешествие двух членов Российского библейского общества по ост-зейским губерниями в 1816 году : [В письмах]. — СПб.: тип. И. Иоаннесова, 1916. — 44 с.